# Ramon Sunyer i Clarà
Ramon Sunyer i Clarà (Barcelona, 23 de gener de 1889 — Barcelona, 14 d'agost de 1963) fou un joier i argenter català.

## Biografia i obra
Va aprendre l'oficia a l'escola de Francesc d'Assís Galí i al taller del seu pare, el també orfebre Josep Sunyer i Parera. La seva mare era Francesca Clarà i Masriera, neboda del joier Josep Masriera i Vidal. Fou un dels representants més destacats de l'orfebreria noucentista.
El seu estil era fortament influït pel barroc popular català, però el va evolucionar fins a crear un estil propi, conegut com l'estil Sunyer. També va destacar en l'art litúrgic. Va fundar l'Escola d'Arts i Oficis de la Mancomunitat i també altres agrupacions com els Amics de l'Art Litúrgic i els Amics de Gaudí.
També va estar relacionat amb els Amics de la Poesia i amb la Societat Catalana d'Estudis Històrics. Fou president del Cercle Artístic de Sant Lluc.

## Obres destacades
- Medalla commemorativa del Congrés Litúrgic de Montserrat (1916)
- Portapau de l'abadia de Montserrat
- Coronament del penó de la Lliga Espiritual de la Mare de Déu de Montserrat
- Creu de la Sagrada Família
- Relleus laterals del tron de la Mare de Déu de Montserrat (1947) (executats per Joaquim Ros).

## Exposicions rellevants
- 1925 - L'Exposition des Arts Décoratifs (París)
- 1929 - Saló d'Artistes Reunits de l'Exposició Internacional de Barcelona
- 1936 - VI Triennale de Milà el 1936
- 1955 - III Bienal Hispanoamericana de Arte a Barcelona
- 1955 - Exposició commemorativa al Foment de les Arts i el Disseny